# ويليام بيتر بلاتي
ويليام بيتر بلاتي (بالإنجليزية: William Peter Blatty)‏ (مواليد 7 يناير 1928 في نيويورك - الوفاة 12 يناير 2017)، هو مخرج وكاتب سيناريو وروائي أمريكي كما أنه من الفائزين بجوائز الأوسكار وجائزة غولدن غلوب. كتب رواية طارد الأرواح الشريرة سنة 1971، والتي تم تجسيدها لفيلم يحمل نفس الاسم سنة 1973، والذي فاز بجائزة الأوسكار لأفضل كتابة سناريو.

## وصلات خارجية
- ويليام بيتر بلاتي على موقع IMDb (الإنجليزية)
- ويليام بيتر بلاتي على موقع روتن توميتوز (الإنجليزية)
- ويليام بيتر بلاتي على موقع ألو سيني (الفرنسية)
- ويليام بيتر بلاتي على موقع ميوزك برينز (الإنجليزية)
- ويليام بيتر بلاتي على موقع أول موفي (الإنجليزية)
- ويليام بيتر بلاتي على موقع قاعدة بيانات الأفلام السويدية (السويدية)
- ويليام بيتر بلاتي على موقع إن إن دي بي (الإنجليزية)
- ويليام بيتر بلاتي على موقع قاعدة بيانات الفيلم (الإنجليزية)
- ويليام بيتر بلاتي على موقع كينوبويسك (الروسية)